# 미려적계약
《미려적계약》(美丽的契约)은 2014년 방송되었던 중국의 드라마이다.

## 등장 인물
- 쑹단단 - 화메이리 역
- 범명 (范明) - 류더의 역
- 장묘 (张淼) - 장양 역
- 진미행 (陈美行) - 메이팅 역
- 양정 (Nicole) - 류충쓰 역
- 수개 (隋凯) - 마이커 역
- 왕무뢰 (王茂蕾) - 티엔 역
- 차이야퉁 - 샤오차이 역
- 왕뢰 (王雷) - 왕더레이 역
- 조혜선 (赵慧仙) - 샤오진 역
- 장옌 - 모처우 역